# Sol LeWitt
Sol LeWitt (Hartford, Connecticut, 9 de setembre de 1928 - Nova York, 8 d'abril de 2007) fou un artista estatunidenc lligat a diferents moviments incloent l'art conceptual i el minimalisme. Els seus mitjans eren bàsicament la pintura, dibuix, i estructures (un terme que ell va preferir en comptes d'escultures).

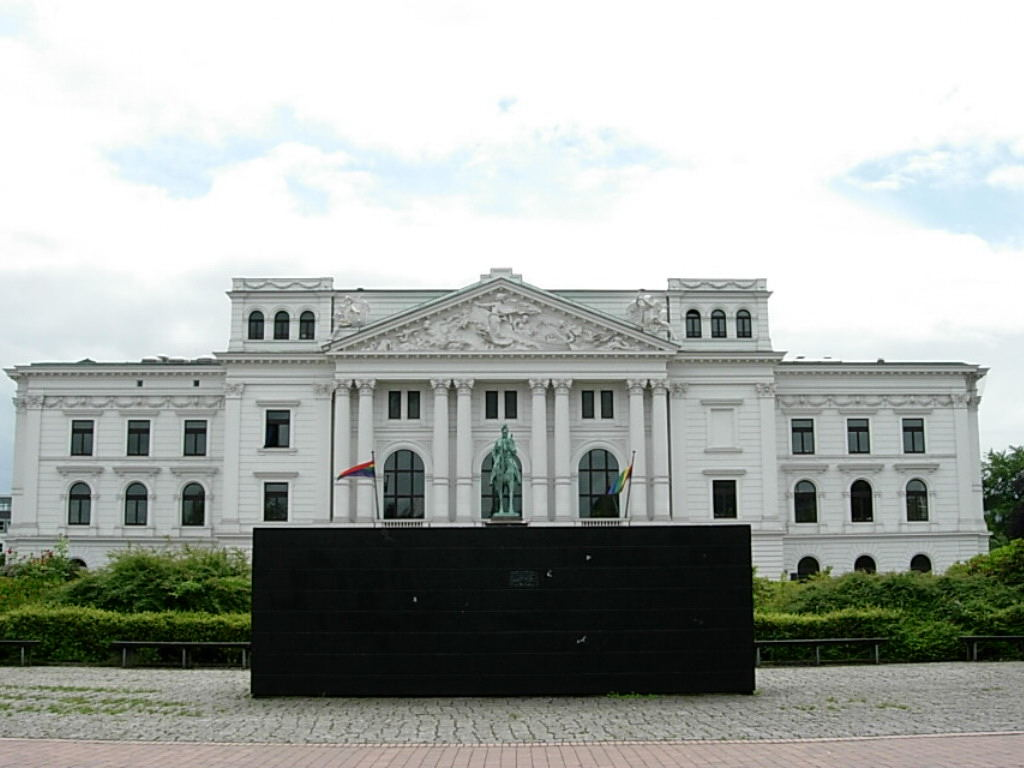
Black Form Dedicated to the Missing Jews, aquí presentada al certamen Skulptur.Projekte del 1987 a Munster (Alemanya) i actualment emplaçada a Hamburg

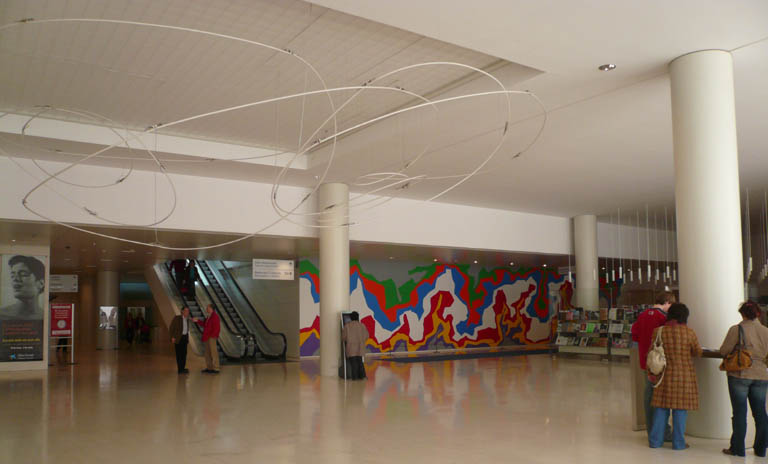
El vestíbul del CaixaForum Barcelona. A la paret del fons es veu el mural Splat

## Biografia
Va néixer en una família jueva d'immigrants de Rússia. Després de llicenciar-se en arts a la Universitat de Syracusa en 1949, LeWitt va viatjar a Europa on va rebre la influència dels grans mestres de la pintura. Després d'això, va lluitar a la guerra de Corea, primer a Califòrnia, després al Japó, i finalment a Corea.
Després se'n va anar a viure a Nova York el 1951 i va estudiar a l'escola d'arts visuals mentre hi treballà com a dissenyador gràfic a la revista Seventeen. Després va treballar durant un any com a dissenyador gràfic amb l'arquitecte I.M. Pei.
Durant aquest temps, Lewitt va descobrir el fotògraf del segle xix Eadweard Muybridge. Els seus estudis sobre la locomoció el van influenciar. Aquestes experiències, juntament amb la seva feina a la llibreria del MoMa de Nova York van marcar la seva obra.
Durant la dècada de 1980 va viure a Itàlia. Va morir de càncer el 8 d'abril de 2007 a Nova York.

## Obra
Se l'ha relacionat molt amb el minimalisme i va ser un dels pioners de l'art conceptual i un dels seus teòrics més destacats. Les seves obres comprenen treballs en dues i tres dimensions, des de pintures murals (més de 1.200) a fotografies i centenars de dibuixos i estructures en forma de torres, piràmides, formes geomètriques i progressions, amb diferents grandàries. Sol LeWitt’s va fer servir estructures modulars derivades del cub des dels seus inicis.
El MoMA li va dedicar la seva primera retrospectiva en el 1978-79. Ha exposat als Països Baixos, Regne Unit, Alemanya, Suïssa, França i Espanya, entre altres països.
El 2001 va realitzar el mural Splat, que decora una de les parets del vestíbul del CaixaForum Barcelona. Com en altres obres seves des de finals dels anys 60, ha estat executada per ajudants seguint les seves instruccions; d'aquesta manera, la funció de l'artista se centra en la idea l'obra i no en la seva realització material (art conceptual).